# Valentinas Bukauskas
Valentinas Bukauskas (ur. 25 listopada 1962 w Sukančiai w rejonie telszańskim) – litewski polityk, samorządowiec, przedsiębiorca, poseł na Sejm Republiki Litewskiej.

## Życiorys
W 1981 zdał egzamin maturalny, po czym do 1983 odbywał obowiązkową służbę wojskową w Armii Radzieckiej. W 1988 ukończył studia elektryczne na politechnice w Szawlach. Od 1983 do 1989 pracował jako elektryk w Kłajpedzie, następnie do 1997 na kierowniczym stanowisku w aeroklubie w Telszach. Od 1997 do 2004 pełnił funkcję dyrektora w spółkach prawa handlowego.
W 1998 został członkiem Nowego Związku, a w 2002 Litewskiego Związku Liberałów. W 2000 i w 2003 z ramienia tych ugrupowań był wybierany do rady rejonu telszańskiego. W 2004 przeszedł do Partii Pracy, ugrupowania założonego przez Viktora Uspaskicha. W wyborach parlamentarnych w tym samym roku i następnie w 2008 uzyskiwał z jej ramienia mandat deputowanego. W wyborach parlamentarnych w 2012 z powodzeniem ubiegał się o poselską reelekcję na trzecią z rzędu kadencję. W 2016 utrzymał mandat poselski jako jeden z dwóch przedstawicieli Partii Pracy. W 2020 wybrany na kolejną kadencję Sejmu. W 2024 krótko pełnił funkcję tymczasowego przewodniczącego Partii Pracy.